# Bardwell Valley
Bardwell Valley är en del av en befolkad plats i Australien. Den ligger i kommunen Rockdale och delstaten New South Wales, i den sydöstra delen av landet, omkring 11 kilometer sydväst om delstatshuvudstaden Sydney. Antalet invånare är 2 205.
Runt Bardwell Valley är det mycket tätbefolkat, med 3 895 invånare per kvadratkilometer.. Närmaste större samhälle är Sydney, omkring 11 kilometer nordost om Bardwell Valley. 
Runt Bardwell Valley är det i huvudsak tätbebyggt. Genomsnittlig årsnederbörd är 1 380 millimeter. Den regnigaste månaden är februari, med i genomsnitt 200 mm nederbörd, och den torraste är juli, med 36 mm nederbörd.